# Ahmed Barzani

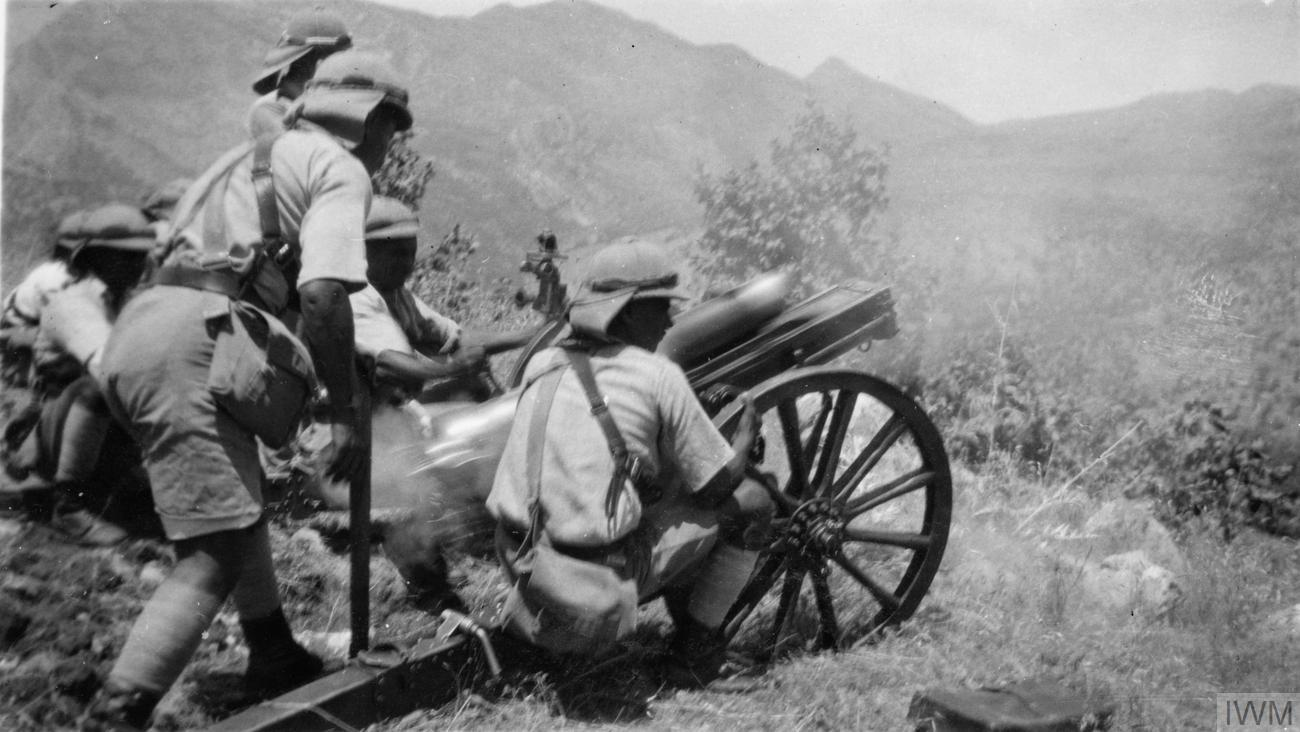
O exército iraquiano bombardeando Shirwan-A-Mazin de uma encosta em Kani-Ling durante a revolta de Barzani, junho de 1932.

Ahmed Barzani (1896–1969) (em curdo:  ئه‌حمه‌د موحه‌ممه‌د بارزانی), também conhecido como Khudan (em árabe: خودان), foi o chefe da tribo Barzani no sul do Curdistão. O Xeique Ahmed é considerado por ser o arquiteto de Barzan, trazendo muitas tribos diferentes curdas sob seu comando e expandindo região de Barzan. Junto com seu irmão mais novo Mustafa Barzani, ele lutou contra a opressão do governo iraquiano em 1920 e 1930.
Embora fosse um renomado e respeitado clérigo sufista Naqshabandi e líder espiritual, Barzani se tornou famoso por nutrir excentricidades religiosas extremas consideradas muito incomuns para um clérigo islâmico de sua estatura. Ele foi centro de um culto religioso que nada tinha a ver com crenças Naqshabandi.